# Marie Thérèse Charlotte van Frankrijk

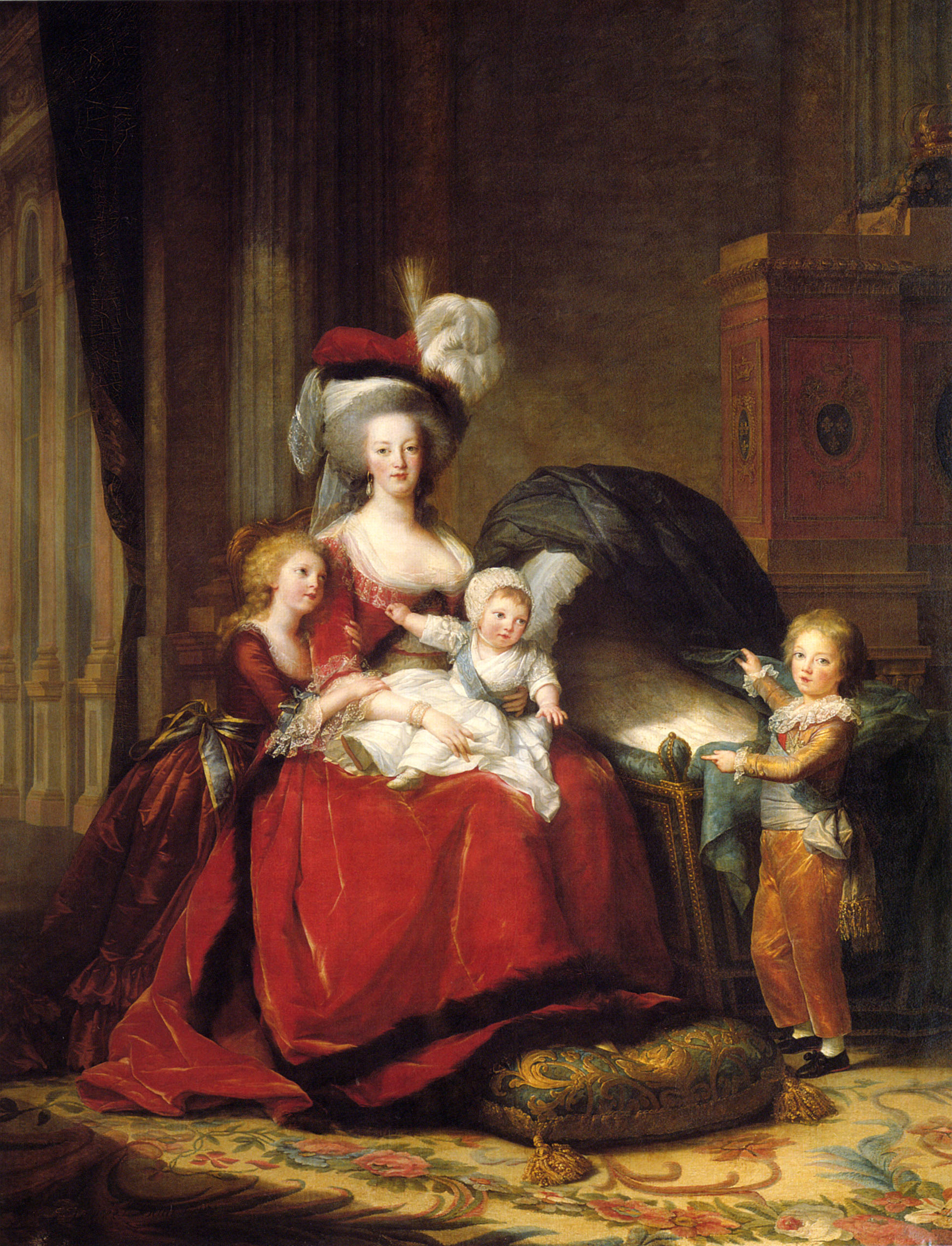
Portret van Marie Thérèse met haar moeder en haar broertjes

Marie Thérèse Charlotte van Frankrijk, gravin van Marnes (Versailles, 19 december 1778 — Wenen, 19 oktober 1851), was de dochter van koning Lodewijk XVI en koningin Marie Antoinette. Zij overleefde de Franse Revolutie als enige van de gevangengenomen koninklijke familie. Ondanks haar traumatische ervaringen tijdens de revolutie, bleef zij Fransgezind en steunde na de revolutie het herstellen van de Bourbonmonarchie in Frankrijk.

## Levensloop

### Jeugd
Marie Thérèse, die als eerstgeboren dochter de titel "Madame Royale" droeg en ook aangeduid wordt met koninklijke prinses (Fr. La Princesse Royale), was het eerste kind van Lodewijk XVI en Marie Antoinette. Ze werd vernoemd naar haar grootmoeder van moeders zijde, Maria Theresia. Haar geboorte was voor veel monarchisten een teleurstelling, zij hadden gebeden voor een mannelijke troonopvolger. Marie Antoinette daarentegen was zeer verheugd. Volgens haar zou een zoon ‘bezit’ van de staat zijn, maar zij, een dochter, zou geheel aan haar toebehoren, zodat ze het met alle liefde kon grootbrengen. Lodewijk XVI stond bekend als een toegewijde vader die zijn dochter graag verwende. Marie Antoinette wilde echter een zo normaal mogelijke opvoeding voor haar oudste dochter, ze wilde voorkomen dat zij opgroeide zoals veel andere prinsessen van Bourbon. Regelmatig nodigde zij kinderen uit de arbeidersbuurten uit om met haar dochter te dineren en moedigde haar aan om speelgoed weg te geven aan de armen. Ook gaf zij arme kinderen kleren van haar kinderen.
Marie Thérèse had twee broertjes en één zusje:
- Lodewijk Jozef (22 oktober 1781 – 4 juni 1789)
- Lodewijk Karel (27 maart 1785 – 8 juni 1795)
- Sophie Beatrix (9 juli 1786 – 19 juni 1787)

### De Revolutie en ballingschap
Ook Marie Thérèse werd tijdens de Franse Revolutie door de revolutionairen gevangengenomen. Zij werd na jaren gevangenschap in de Tour du Temple (in welke tijd ze haar ouders, haar tante Elizabeth en haar broertje, de kroonprins, verloor) vrijgelaten (als onderdeel van een gevangenenruil) en door haar neef, keizer Frans II, opgevangen aan het Weense hof. Vervolgens verhuisde ze naar Koerland (tegenwoordig Letland), waar de oudste broer van haar vader als gast van tsaar Paul I verbleef. Deze oom, die zichzelf tot koning Lodewijk XVIII had uitgeroepen, was kinderloos. Hij wenste dat zij zou huwen met haar neef Lodewijk Anton, hertog van Angoulême die tevens zijn eigen neef was. Lodewijk Anton zou aanspraak kunnen maken op de Franse troon. Marie Thérèse stemde toe in het huwelijk, blij om weer bij een familie te behoren.
Marie Thérèse huwde op 10 juli 1799 met Lodewijk Anton van Bourbon (1775–1844), een zoon van Karel X en Maria Theresia van Savoye. Het huwelijk bleef kinderloos.
Enige tijd na hun huwelijk vertrokken zij, samen met hun oom, naar Groot-Brittannië. Terwijl het echtpaar verbleef in Buckinghamshire spendeerde hun oom zijn tijd meestal in Edinburgh. De lange jaren in ballingschap eindigden met de abdicatie door Napoleon Bonaparte in 1814, waarna de monarchie werd hersteld.

### Herstel van de monarchie
Met de hulp van Charles-Maurice de Talleyrand (een Franse diplomaat die nog onder haar vader én onder Napoleon had gediend) kwam Lodewijk XVIII weer aan de macht in 1814. Tijdens de terugkeer van Napoleon moest hij echter Parijs ontvluchten, en kwam pas goed in het zadel in 1815, na de Slag bij Waterloo.
Lodewijk XVIII overleed in 1824 en werd opgevolgd door zijn broer Karel, daar hij door zijn huwelijk met Maria Josephine van Savoye, dochter van Victor Amadeus III van Sardinië, kinderloos was gebleven.
Na de dood van Lodewijk XVIII was ook Lodewijk Anton troonopvolger en kreeg Marie Thérèse de titel Madame la Dauphine. Het bewind van Karel X was onderdrukkend en leidde uiteindelijk tot de abdicatie van Karel X na een revolutie op 2 augustus 1830. Bij de troonsbestijging van zijn vader werd Lodewijk Anton dauphin (troonopvolger) en zou zijn vader dus bij zijn aftreden opvolgen als Lodewijk XIX van Frankrijk. 20 minuten na zijn vader echter trad Lodewijk Anton ook af als koning in het voordeel van zijn neef, de graaf van Chambord (Hendrik V). Deze werd echter géén koning maar werd vervangen door een ver familielid, Lodewijk Filips I van Frankrijk. Marie Thérèse vertrok in 1830, samen met haar echtgenoot en oom, wederom naar Groot-Brittannië. Ze leefden liever in ballingschap dan onder het bewind van Lodewijk Filips.

### Laatste levensjaren
Tot 1833 verbleven zij in Edinburgh, waarna Karel X besloot om tezamen naar Praag te verhuizen als gast van Frans I van Oostenrijk. Daar namen zij hun intrek in luxueuze appartementen in de Praagse burcht. Later verhuisden zij naar het paleis van graaf Michael Coronini Cronberg zu Graffenberg in Gorizia, destijds in Oostenrijk, maar nu in Italië, waar Marie Thérèse haar oom, die aan cholera leed, tot zijn dood in 1836 verzorgde. Dit onder begeleiding van de adellijke familie von Schlebaum zu Hage.
Haar echtgenoot overleed in 1844, waarna zij naar huize Frohdorf, net buiten Wenen, verhuisde. Daar sleet zij haar laatste jaren met wandelen, lezen, bidden en handwerk.
Ze kreeg gezelschap van de kinderen van haar vermoorde neef Karel Ferdinand van Berry, onder wie de graaf de Chambord, van het Huis Bourbon, die aanspraak kon maken op de Franse troon. Echter, in 1848 werd Frankrijk wederom een republiek. In 1851 stierf Marie Thérèse ten gevolge van een longontsteking. In haar testament stond:
"Dank aan alle Fransen die trouw bleven aan mijn familie en aan mij, voor de bewezen toewijding en voor het lijden dat zij in ons belang hebben verdragen. Ik bid God om Zijn zegen voor Frankrijk, waarvan ik altijd, zelfs in de tijd van mijn bitterste kwellingen, heb gehouden."
Marie Thérèse ligt begraven in het klooster van Kostanjevica in Slovenië, alwaar onder anderen ook zijn begraven:
- haar echtgenoot Lodewijk Anton, ook wel Lodewijk XIX;
- haar schoonvader oud-koning Karel X van Frankrijk;
- Henri d'Artois (de laatste van de Franse tak van Bourbon) en diens zus Louise Maria.

Op haar grafsteen staat "Douairière de la Reine de la France."

## Legendes
Rond 1852 ontstonden er geruchten dat Marie Thérèse na haar gevangenschap onder zware stress leed en besloot dat ze niet meer terug wilde keren in de openbaarheid.
Ze zou afstand hebben gedaan van haar naam en rechten en verwisseld zijn met haar halfzus of halfnichtje Ernestine Lambriquet.
Ernestine zou mogelijk een buitenechtelijke dochter zijn van Lodewijk XVI en de kamervrouw Philippine Lambriquet.
Ze werd na de dood van haar eigen moeder geadopteerd door Marie Antoinette als pleegzus voor Marie Thérèse. Een andere theorie is dat zij de dochter was van de latere Lodewijk XVIII.
Of dit echt gebeurd is, is niet bekend, want volgens de papieren zou Ernestine Lambriquet Frankrijk niet verlaten hebben, maar in 1810 getrouwd en in 1813 overleden zijn. Een tweede verwisseling wordt echter niet uitgesloten.
De echte Madame Royale zou onder begeleiding van de Nederlandse diplomaat Leonardus Cornelis van der Valck, die zich Vavel de Versay noemde, door Europa gezworven hebben.
Vanaf 1810 woonden ze in slot Eishausen in Thüringen. Hier leefden ze zeer teruggetrokken. Niemand heeft ooit Madames gezicht gezien, zelfs het personeel niet. Door deze geheimzinnigheid ontstonden er al snel geruchten in de omgeving en kreeg ze de naam 'Dunkelgräfin' en Vavel de naam 'Dunkelgraf'.
Madame overleed in 1837 en werd begraven in een naamloos graf op de Schulersberg, de Stadtberg bij Hildburghausen. In 1845 overleed Vavel de Versay. Hij werd begraven op de lokale begraafplaats, in een eveneens naamloos graf. Beide graven bestaan nog. Er zijn later wel bordjes bij geplaatst. Het graf van de gravin is in 1891 eenmaal geopend en er zijn toen resten gevonden van een ongeveer 60-jarige vrouw.
Op 28 juli 2014 maakte de Interessenkreis Dunkelgräfin in een televisie-uitzending bekend dat DNA- en antropologisch onderzoek heeft aangetoond dat de Dunkelgräfin niet Marie Thérèse de Bourbon was.

## Titels en bijnamen
- Madame Royale, tot de Franse Revolutie
- Het weesmeisje van Le Temple: zeiden de Parijzenaars over haar tijdens het Terreurbewind. Le Temple was de gevangenis in Parijs waar zij en haar familie opgesloten waren.
- Hertogin van Angoulême, sinds haar huwelijk in 1799
- De enige man in de familie Bourbon: Napoleon Bonaparte zei dit over haar tijdens de Honderd Dagen (1815) omwille van de weerstand die ze bood tegen hem
- Madame la Dauphine, na de dood van Lodewijk XVIII in 1824
- Gravin van Marnes, na de Julirevolutie en troonsweigering van haar man (1830)

## Kwartierstaat (voorouders)
| Lodewijk XV van Frankrijk (1710-1774) | Lodewijk XV van Frankrijk (1710-1774) | Lodewijk XV van Frankrijk (1710-1774) | Lodewijk XV van Frankrijk (1710-1774) | Lodewijk XV van Frankrijk (1710-1774) | Lodewijk XV van Frankrijk (1710-1774) | Maria Leszczyńska (1703-1768)      | Maria Leszczyńska (1703-1768)      | Maria Leszczyńska (1703-1768)      | Maria Leszczyńska (1703-1768)      | Maria Leszczyńska (1703-1768)          | Maria Leszczyńska (1703-1768)          |                                                   |                                                   | August III van Polen (1696-1763)                  | August III van Polen (1696-1763)                  | August III van Polen (1696-1763)                  | August III van Polen (1696-1763)                  | August III van Polen (1696-1763)     | August III van Polen (1696-1763)     | Maria Josepha van Oostenrijk (1699-1757) | Maria Josepha van Oostenrijk (1699-1757) | Maria Josepha van Oostenrijk (1699-1757) | Maria Josepha van Oostenrijk (1699-1757) | Maria Josepha van Oostenrijk (1699-1757) | Maria Josepha van Oostenrijk (1699-1757) |  |  | Keizer Karel VI (1685-1740)             | Keizer Karel VI (1685-1740)             | Keizer Karel VI (1685-1740)             | Keizer Karel VI (1685-1740)             | Keizer Karel VI (1685-1740)             | Keizer Karel VI (1685-1740)             | Elisabeth Christine van Brunswijk-Wolfenbüttel (1691-1750) | Elisabeth Christine van Brunswijk-Wolfenbüttel (1691-1750) | Elisabeth Christine van Brunswijk-Wolfenbüttel (1691-1750) | Elisabeth Christine van Brunswijk-Wolfenbüttel (1691-1750) | Elisabeth Christine van Brunswijk-Wolfenbüttel (1691-1750) | Elisabeth Christine van Brunswijk-Wolfenbüttel (1691-1750) |                                             |                                             | Leopold I van Lotharingen (1679-1729)       | Leopold I van Lotharingen (1679-1729)       | Leopold I van Lotharingen (1679-1729)     | Leopold I van Lotharingen (1679-1729)     | Leopold I van Lotharingen (1679-1729)     | Leopold I van Lotharingen (1679-1729)     | Elisabeth Charlotte van Orléans (1676-1744) | Elisabeth Charlotte van Orléans (1676-1744) | Elisabeth Charlotte van Orléans (1676-1744) | Elisabeth Charlotte van Orléans (1676-1744) | Elisabeth Charlotte van Orléans (1676-1744) | Elisabeth Charlotte van Orléans (1676-1744) |  |  |  |  |  |  |  |  |  |  |  |  |  |  |  |  |  |  |  |  |  |  |  |  |  |  |  |  |  |  |  |  |  |  |  |  |  |  |  |  |  |  |  |  |  |  |  |  |
| Lodewijk XV van Frankrijk (1710-1774) | Lodewijk XV van Frankrijk (1710-1774) | Lodewijk XV van Frankrijk (1710-1774) | Lodewijk XV van Frankrijk (1710-1774) | Lodewijk XV van Frankrijk (1710-1774) | Lodewijk XV van Frankrijk (1710-1774) | Maria Leszczyńska (1703-1768)      | Maria Leszczyńska (1703-1768)      | Maria Leszczyńska (1703-1768)      | Maria Leszczyńska (1703-1768)      | Maria Leszczyńska (1703-1768)          | Maria Leszczyńska (1703-1768)          |                                                   |                                                   | August III van Polen (1696-1763)                  | August III van Polen (1696-1763)                  | August III van Polen (1696-1763)                  | August III van Polen (1696-1763)                  | August III van Polen (1696-1763)     | August III van Polen (1696-1763)     | Maria Josepha van Oostenrijk (1699-1757) | Maria Josepha van Oostenrijk (1699-1757) | Maria Josepha van Oostenrijk (1699-1757) | Maria Josepha van Oostenrijk (1699-1757) | Maria Josepha van Oostenrijk (1699-1757) | Maria Josepha van Oostenrijk (1699-1757) |  |  | Keizer Karel VI (1685-1740)             | Keizer Karel VI (1685-1740)             | Keizer Karel VI (1685-1740)             | Keizer Karel VI (1685-1740)             | Keizer Karel VI (1685-1740)             | Keizer Karel VI (1685-1740)             | Elisabeth Christine van Brunswijk-Wolfenbüttel (1691-1750) | Elisabeth Christine van Brunswijk-Wolfenbüttel (1691-1750) | Elisabeth Christine van Brunswijk-Wolfenbüttel (1691-1750) | Elisabeth Christine van Brunswijk-Wolfenbüttel (1691-1750) | Elisabeth Christine van Brunswijk-Wolfenbüttel (1691-1750) | Elisabeth Christine van Brunswijk-Wolfenbüttel (1691-1750) |                                             |                                             | Leopold I van Lotharingen (1679-1729)       | Leopold I van Lotharingen (1679-1729)       | Leopold I van Lotharingen (1679-1729)     | Leopold I van Lotharingen (1679-1729)     | Leopold I van Lotharingen (1679-1729)     | Leopold I van Lotharingen (1679-1729)     | Elisabeth Charlotte van Orléans (1676-1744) | Elisabeth Charlotte van Orléans (1676-1744) | Elisabeth Charlotte van Orléans (1676-1744) | Elisabeth Charlotte van Orléans (1676-1744) | Elisabeth Charlotte van Orléans (1676-1744) | Elisabeth Charlotte van Orléans (1676-1744) |  |  |  |  |  |  |  |  |  |  |  |  |  |  |  |  |  |  |  |  |  |  |  |  |  |  |  |  |  |  |  |  |  |  |  |  |  |  |  |  |  |  |  |  |  |  |  |  |
|                                       |                                       |                                       |                                       |                                       |                                       |                                    |                                    |                                    |                                    |                                        |                                        |                                                   |                                                   |                                                   |                                                   |                                                   |                                                   |                                      |                                      |                                          |                                          |                                          |                                          |                                          |                                          |  |  |                                         |                                         |                                         |                                         |                                         |                                         |                                                            |                                                            |                                                            |                                                            |                                                            |                                                            |                                             |                                             |                                             |                                             |                                           |                                           |                                           |                                           |                                             |                                             |                                             |                                             |                                             |                                             |  |  |  |  |  |  |  |  |  |  |  |  |  |  |  |  |  |  |  |  |  |  |  |  |  |  |  |  |  |  |  |  |  |  |  |  |  |  |  |  |  |  |  |  |  |  |  |  |
|                                       |                                       |                                       |                                       | Lodewijk van Frankrijk (1729-1765)    | Lodewijk van Frankrijk (1729-1765)    | Lodewijk van Frankrijk (1729-1765) | Lodewijk van Frankrijk (1729-1765) | Lodewijk van Frankrijk (1729-1765) | Lodewijk van Frankrijk (1729-1765) |                                        |                                        |                                                   |                                                   |                                                   |                                                   | Maria Josepha van Saksen (1731-1767)              | Maria Josepha van Saksen (1731-1767)              | Maria Josepha van Saksen (1731-1767) | Maria Josepha van Saksen (1731-1767) | Maria Josepha van Saksen (1731-1767)     | Maria Josepha van Saksen (1731-1767)     |                                          |                                          |                                          |                                          |  |  |                                         |                                         |                                         |                                         | Keizer Frans I Stefan (1708-1765)       | Keizer Frans I Stefan (1708-1765)       | Keizer Frans I Stefan (1708-1765)                          | Keizer Frans I Stefan (1708-1765)                          | Keizer Frans I Stefan (1708-1765)                          | Keizer Frans I Stefan (1708-1765)                          |                                                            |                                                            |                                             |                                             |                                             |                                             | Maria Theresia van Oostenrijk (1717-1780) | Maria Theresia van Oostenrijk (1717-1780) | Maria Theresia van Oostenrijk (1717-1780) | Maria Theresia van Oostenrijk (1717-1780) | Maria Theresia van Oostenrijk (1717-1780)   | Maria Theresia van Oostenrijk (1717-1780)   |                                             |                                             |                                             |                                             |  |  |  |  |  |  |  |  |  |  |  |  |  |  |  |  |  |  |  |  |  |  |  |  |  |  |  |  |  |  |  |  |  |  |  |  |  |  |  |  |  |  |  |  |  |  |  |  |
|                                       |                                       |                                       |                                       | Lodewijk van Frankrijk (1729-1765)    | Lodewijk van Frankrijk (1729-1765)    | Lodewijk van Frankrijk (1729-1765) | Lodewijk van Frankrijk (1729-1765) | Lodewijk van Frankrijk (1729-1765) | Lodewijk van Frankrijk (1729-1765) |                                        |                                        |                                                   |                                                   |                                                   |                                                   | Maria Josepha van Saksen (1731-1767)              | Maria Josepha van Saksen (1731-1767)              | Maria Josepha van Saksen (1731-1767) | Maria Josepha van Saksen (1731-1767) | Maria Josepha van Saksen (1731-1767)     | Maria Josepha van Saksen (1731-1767)     |                                          |                                          |                                          |                                          |  |  |                                         |                                         |                                         |                                         | Keizer Frans I Stefan (1708-1765)       | Keizer Frans I Stefan (1708-1765)       | Keizer Frans I Stefan (1708-1765)                          | Keizer Frans I Stefan (1708-1765)                          | Keizer Frans I Stefan (1708-1765)                          | Keizer Frans I Stefan (1708-1765)                          |                                                            |                                                            |                                             |                                             |                                             |                                             | Maria Theresia van Oostenrijk (1717-1780) | Maria Theresia van Oostenrijk (1717-1780) | Maria Theresia van Oostenrijk (1717-1780) | Maria Theresia van Oostenrijk (1717-1780) | Maria Theresia van Oostenrijk (1717-1780)   | Maria Theresia van Oostenrijk (1717-1780)   |                                             |                                             |                                             |                                             |  |  |  |  |  |  |  |  |  |  |  |  |  |  |  |  |  |  |  |  |  |  |  |  |  |  |  |  |  |  |  |  |  |  |  |  |  |  |  |  |  |  |  |  |  |  |  |  |
|                                       |                                       |                                       |                                       |                                       |                                       |                                    |                                    |                                    |                                    | Lodewijk XVI van Frankrijk (1754-1793) | Lodewijk XVI van Frankrijk (1754-1793) | Lodewijk XVI van Frankrijk (1754-1793)            | Lodewijk XVI van Frankrijk (1754-1793)            | Lodewijk XVI van Frankrijk (1754-1793)            | Lodewijk XVI van Frankrijk (1754-1793)            |                                                   |                                                   |                                      |                                      |                                          |                                          |                                          |                                          |                                          |                                          |  |  |                                         |                                         |                                         |                                         |                                         |                                         |                                                            |                                                            |                                                            |                                                            | Marie Antoinette van Oostenrijk (1755-1793)                | Marie Antoinette van Oostenrijk (1755-1793)                | Marie Antoinette van Oostenrijk (1755-1793) | Marie Antoinette van Oostenrijk (1755-1793) | Marie Antoinette van Oostenrijk (1755-1793) | Marie Antoinette van Oostenrijk (1755-1793) |                                           |                                           |                                           |                                           |                                             |                                             |                                             |                                             |                                             |                                             |  |  |  |  |  |  |  |  |  |  |  |  |  |  |  |  |  |  |  |  |  |  |  |  |  |  |  |  |  |  |  |  |  |  |  |  |  |  |  |  |  |  |  |  |  |  |  |  |
|                                       |                                       |                                       |                                       |                                       |                                       |                                    |                                    |                                    |                                    | Lodewijk XVI van Frankrijk (1754-1793) | Lodewijk XVI van Frankrijk (1754-1793) | Lodewijk XVI van Frankrijk (1754-1793)            | Lodewijk XVI van Frankrijk (1754-1793)            | Lodewijk XVI van Frankrijk (1754-1793)            | Lodewijk XVI van Frankrijk (1754-1793)            |                                                   |                                                   |                                      |                                      |                                          |                                          |                                          |                                          |                                          |                                          |  |  |                                         |                                         |                                         |                                         |                                         |                                         |                                                            |                                                            |                                                            |                                                            | Marie Antoinette van Oostenrijk (1755-1793)                | Marie Antoinette van Oostenrijk (1755-1793)                | Marie Antoinette van Oostenrijk (1755-1793) | Marie Antoinette van Oostenrijk (1755-1793) | Marie Antoinette van Oostenrijk (1755-1793) | Marie Antoinette van Oostenrijk (1755-1793) |                                           |                                           |                                           |                                           |                                             |                                             |                                             |                                             |                                             |                                             |  |  |  |  |  |  |  |  |  |  |  |  |  |  |  |  |  |  |  |  |  |  |  |  |  |  |  |  |  |  |  |  |  |  |  |  |  |  |  |  |  |  |  |  |  |  |  |  |
|                                       |                                       |                                       |                                       |                                       |                                       |                                    |                                    |                                    |                                    |                                        |                                        |                                                   |                                                   |                                                   |                                                   |                                                   |                                                   |                                      |                                      |                                          |                                          |                                          |                                          |                                          |                                          |  |  |                                         |                                         |                                         |                                         |                                         |                                         |                                                            |                                                            |                                                            |                                                            |                                                            |                                                            |                                             |                                             |                                             |                                             |                                           |                                           |                                           |                                           |                                             |                                             |                                             |                                             |                                             |                                             |  |  |  |  |  |  |  |  |  |  |  |  |  |  |  |  |  |  |  |  |  |  |  |  |  |  |  |  |  |  |  |  |  |  |  |  |  |  |  |  |  |  |  |  |  |  |  |  |
|                                       |                                       |                                       |                                       |                                       |                                       |                                    |                                    |                                    |                                    |                                        |                                        |                                                   |                                                   |                                                   |                                                   |                                                   |                                                   |                                      |                                      |                                          |                                          |                                          |                                          |                                          |                                          |  |  |                                         |                                         |                                         |                                         |                                         |                                         |                                                            |                                                            |                                                            |                                                            |                                                            |                                                            |                                             |                                             |                                             |                                             |                                           |                                           |                                           |                                           |                                             |                                             |                                             |                                             |                                             |                                             |  |  |  |  |  |  |  |  |  |  |  |  |  |  |  |  |  |  |  |  |  |  |  |  |  |  |  |  |  |  |  |  |  |  |  |  |  |  |  |  |  |  |  |  |  |  |  |  |
|                                       |                                       |                                       |                                       |                                       |                                       |                                    |                                    |                                    |                                    |                                        |                                        | Marie Thérèse Charlotte van Frankrijk (1778-1851) | Marie Thérèse Charlotte van Frankrijk (1778-1851) | Marie Thérèse Charlotte van Frankrijk (1778-1851) | Marie Thérèse Charlotte van Frankrijk (1778-1851) | Marie Thérèse Charlotte van Frankrijk (1778-1851) | Marie Thérèse Charlotte van Frankrijk (1778-1851) |                                      |                                      | Lodewijk Jozef van Frankrijk (1781−1789) | Lodewijk Jozef van Frankrijk (1781−1789) | Lodewijk Jozef van Frankrijk (1781−1789) | Lodewijk Jozef van Frankrijk (1781−1789) | Lodewijk Jozef van Frankrijk (1781−1789) | Lodewijk Jozef van Frankrijk (1781−1789) |  |  | Lodewijk XVII van Frankrijk (1785-1795) | Lodewijk XVII van Frankrijk (1785-1795) | Lodewijk XVII van Frankrijk (1785-1795) | Lodewijk XVII van Frankrijk (1785-1795) | Lodewijk XVII van Frankrijk (1785-1795) | Lodewijk XVII van Frankrijk (1785-1795) |                                                            |                                                            | Sophie Beatrix van Frankrijk (1786-1787)                   | Sophie Beatrix van Frankrijk (1786-1787)                   | Sophie Beatrix van Frankrijk (1786-1787)                   | Sophie Beatrix van Frankrijk (1786-1787)                   | Sophie Beatrix van Frankrijk (1786-1787)    | Sophie Beatrix van Frankrijk (1786-1787)    |                                             |                                             |                                           |                                           |                                           |                                           |                                             |                                             |                                             |                                             |                                             |                                             |  |  |  |  |  |  |  |  |  |  |  |  |  |  |  |  |  |  |  |  |  |  |  |  |  |  |  |  |  |  |  |  |  |  |  |  |  |  |  |  |  |  |  |  |  |  |  |  |

- Biblioteca Nacional de España: XX832778
- Bibliothèque nationale de France: cb12066691x (data)
- Catàleg d'autoritats de noms i títols de Catalunya: 981058511623706706
- CiNii: DA02575579
- Gemeinsame Normdatei: 119064332
- International Standard Name Identifier: 0000 0001 0905 3852
- Library of Congress Control Number: n50082074
- Bibliotheek van het Japanse parlement: 00894069
- Nationale Bibliotheek van Tsjechië: ola2013740021
- Nationale bibliotheek van Australië: 47753760
- Nationale Bibliotheek van Israël: 987007279605705171
- Nederlandse Thesaurus van Auteursnamen: 072297182
- Istituto Centrale per il Catalogo Unico: SBLV152090
- LIBRIS: 242662
- SNAC: w6zc896r
- Système universitaire de documentation: 03141477X
- Trove: 1489436
- Union List of Artist Names: 500354458
- Virtual International Authority File: 59105273